# Agencia Nacional de Investigación y Desarrollo de Chile
La Agencia Nacional de Investigación y Desarrollo (ANID) es el servicio encargado de administrar y ejecutar los programas e instrumentos destinados a promover, fomentar y desarrollar la investigación en todas las áreas del conocimiento, el desarrollo tecnológico y la innovación de base científico-tecnológica, de acuerdo a las políticas definidas por el Ministerio de Ciencia, Tecnología, Conocimiento e Innovación.
La Agencia es la continuadora de la antigua Comisión Nacional de Investigación Científica y Tecnológica (CONICYT).

## Historia

### CONICYT
En 1967, durante el gobierno del presidente Eduardo Frei Montalva, fue creada la Comisión Nacional de Investigación Científica y Tecnológica (CONICYT) como una comisión asesora del presidente de la República en materias de desarrollo científico. A través del Decreto N.° 491 de 1971, se le otorga personalidad jurídica y se le otorgan responsabilidades para desarrollar, promover y fomentar la ciencia y la tecnología en Chile, orientándolas preferentemente al desarrollo económico y social del país. 
En 1973, la dictadura militar declara "en receso" al Consejo de la Comisión, otorgándole al General en Retiro, Manuel Pinochet Sepúlveda, todas las funciones y atribuciones propias de la institución. Manuel Pinochet desempeñaría este rol hasta 1983. 

### ANID
En julio de 2018 se publica la Ley N.° 21.105, que crea el Ministerio de Ciencia, Tecnología, Conocimiento e Innovación, conjuntamente con una Agencia Nacional de Investigación y Desarrollo. La misma ley asegura que la Agencia será la sucesora legal de la Comisión Nacional de Investigación Científica y Tecnológica, indicando que la fecha en que entre en funcionamiento la Agencia determinará el cese de las funciones de la antigua Comisión. 
La agencia entró en funciones el 1 de enero de 2020, conformado por los equipos del Comisión Nacional de Investigación Científica y Tecnológica, la Iniciativa Científica Milenio y la gerencia de Capacidades Tecnológicas de la Corporación de Fomento de la Producción.

## Funciones y atribuciones
De acuerdo a la Ley N.° 21.105, la Agencia tendrá por objeto administrar y ejecutar los programas e instrumentos destinados a promover, fomentar y desarrollar la investigación en todas las áreas del conocimiento, el desarrollo tecnológico y la innovación de base científico-tecnológica, de acuerdo a las políticas definidas por el Ministerio.
Entre otras, la Agencia tiene como atribución la ejecución de programas e instrumentos destinados a:
- Promover la generación de conocimiento.
- Apoyar la generación, instalación o fortalecimiento de capacidades para la investigación científica y tecnológica.
- Hacer más eficiente el acceso a insumos, infraestructura y servicios para la investigación científica y tecnológica.
- Promover la investigación científica y tecnológica de manera asociativa.
- Apoyar la formación de profesionales e investigadores altamente calificados.
- Apoyar la inserción y atracción de recursos humanos calificados en instituciones académicas y similares
- Promover la transferencia de conocimiento y tecnología

## Directores nacionales
La Agencia está a cargo de un director(a) nacional. El director(a) es el encargado de coordinar y vigilar el funcionamiento del organismo, adjudicar los concursos o convocatorias para la asignación de las subvenciones, préstamos o cualquier tipo de ayudas que otorgue la Agencia (previa consulta a uno o más comités técnicos), entre otras.
El 8 de octubre de 2019, el presidente de la República nombra a Aisén Etcheverry como directora ejecutiva de la Comisión Nacional de Investigación Científica y Tecnológica, pasando a ser directora nacional de la Agencia Nacional de Investigación y Desarrollo el 1 de enero de 2020. Ella deja su cargo en marzo de 2022, asumiendo el 1 de abril la subrogancia Alejandra Pizarro, que a esa fecha tenía el cargo de subdirectora de Áreas Transversales.
Tras un proceso de Alta Dirección Pública, fue designada como directora nacional de ANID, Alejandra Pizarro Guerrero.
| Directora Nacional             | Inicio              | Final               |
| ------------------------------ | ------------------- | ------------------- |
| Aisén Etcheverry Escudero      | 1 de enero de 2020  | 31 de marzo de 2022 |
| Alejandra Pizarro Guerrero (S) | 1 de abril de 2022  | 30 de marzo de 2023 |
| Alejandra Pizarro Guerrero     | 31 de marzo de 2023 | Actualidad          |